# Kislovodsk

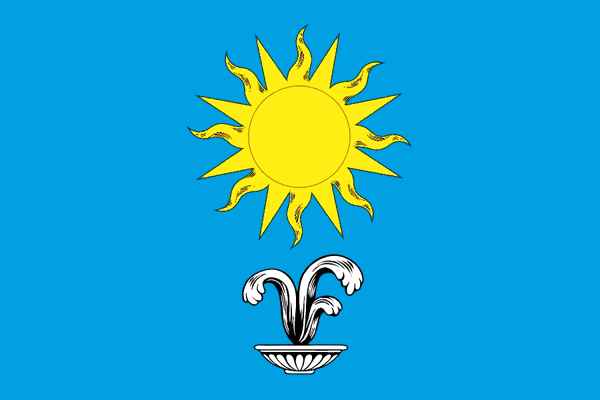
Lá cờ Kislovodsk

Kislovodsk (tiếng Nga: Кисловодск ~ nước chua, tiếng Kabardia: Нартсанэ, tiếng Karachay-Balkar: Ачысуу) là một thành phố spa thuộc Stavropol Krai, Nga, ở vùng Bắc Kavkaz của Nga nằm giữa biển Đen và biển Caspi. Dân số: 128,553 (Điều tra dân số 2010); 129,788 (Điều tra dân số 2002); 114,414 (Điều tra dân số năm 1989).

## Lịch sử
Năm 1803 Sa hoàng Alexander I của Nga ra lệnh xây dựng trạm quân sự sau này trở thành Kislovodsk. Địa điểm này lấy tên từ nhiều suối khoáng xung quanh thành phố. Khu định cư đã mang vị thế thị trấn vào năm 1903.

## Khảo cổ học
Nhiều khu định cư cổ đại của nền văn hóa Koban (khoảng 1100 đến 400 trước Công nguyên) được tìm thấy ở thành phố Kislovodsk và vùng phụ cận. Chúng bao gồm các địa điểm Industria I, Sultan-gora I, Berezovka I, Berezovka II, Berezovka III, Berezovka IV, v.v.

## Vị thế hành chính
Trong khuôn khổ các đơn vị hành chính, nó cùng với bảy khu định cư nông thôn được hợp nhất thành thành phố trực thuộc vùng Kislovodsk - một đơn vị hành chính có địa vị ngang bằng với các huyện. Là một đơn vị đô thị, thành phố trực thuộc vùng Kislovodsk được hợp nhất với tên Okrug đô thị Kislovodsk.

## Thành phố kết nghĩa
- Aix-les-Bains, Pháp
- Baguio, Philippines
- Batumi, Gruzia[11]
- Kiryat Yam, Israel
- Muscatine, Iowa, Hoa Kỳ
- Nazran, Cộng hòa Ingushetia, Nga
- Velingrad, Bulgaria